# Туоро (Авелино)
Туоро је насеље у Италији у округу Авелино, региону Кампанија.
Према процени из 2011. у насељу је живело 151 становника. Насеље се налази на надморској висини од 453 м.